# Великі Межирічі
Вели́кі Межи́річі (пол. Międzyrzec Korecki) — село в Україні, у Рівненському районі Рівненської області. Центр Великомежиріцької сільської громади. Населення — 2 192 особи; перша згадка — 1544 рік. Назва пішла від розташування села між річками («межи річок»). До 1965 року мало назву Межиріч і Межирічі, а за польського правління — Межиріч Корецький. У селі діють гімназія, спеціальна школа-інтернат, будинок культури, дільнична лікарня. Упродовж 1940—1959 рр. було районним центром Межиріцького району.

## Історія
Поблизу Межиріч було знайдено поселення ранньобронзової доби і римські монети II ст. н. е.
Наприкінці XV—початку XVI століття коштом князів Корецьких побудували укріплений замок (не зберігся).
Перша згадка датується 1544 роком; згадуються як власність князів Корецьких.
1596 року селище потерпіло від козацького загону О. Гуменецького, який підтримував повстання Северина Наливайка та Григорія Лободи.
У серпні 1648 року містечко визволили козацькі загони Максима Кривоноса і Д. Гирі. Протягом 1648—1649 років Межирічі було сотенним містечком Волинського полку.
1651 року містечко переходить у власність польських князів Любомирських.
Коли на початку 1657 року українські війська опанували східну частину Волинського воєводства, Межирічі стали полковим містом відновленого Волинського полку. Волинським полковником був тоді Іван Тарновський. 1658 року у Межирічах розпочалися україно-польські переговори про припинення війни.
1662 року містечко тримав у заставі гетьман Павло «Тетеря» Мошковський, проте Межирічі були дуже поруйновані польським військом, Павло Тетеря уступив цю заставу Стефанові Чарнецькому.
За Єжи Домініка Любомирського в містечку з'являється колегіум ордену піарів, 1702 року побудований кам'яний костел святого Антонія.
1704 року під час Північної війни проходили шведи, поляки, українські козаки. Упродовж 1706—1707 рр. у містечку перебували російські війська. 1708 року в околицях Великих Межиріч діяли гайдамаки.

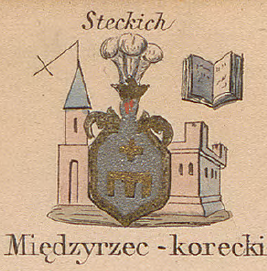
Межиріч Корецький на мапі Зигмунда Герстмана

Після Любомирських містечко перейшло до Яблоновських, а 1773 року — до овруцького старости Яна Казімежа Стецького, який того ж року розпочав будівництво палацу. Тадеуш Чацький в першій половині XIX століття з колегіуму піарів утворив гімназію, яку закрили 1832 року.
Під час французько-російської війни 1812 року в містечку квартирував 1-ий козачий Чернігівський полк армії генерала А. П. Тормасова.
Після польського повстання 1830—1831 рр., у якому брали участь також Стецькі, їхні володіння конфіскував царський уряд.
У середині XIX століття містечко поступово зростає. Пожвавлюється ремісниче виробництво, торгівля, формується прошарок робітників, однак основну масу населення становили наймити і бідні селянські родини. 1850 року в Межирічах налічувалось 284 двори. У 1880-х роках в містечку вже налічувалось 302 будинки і 1612 жителів, працювали невелика суконна фабрика і пивоварний завод. Напередодні Першої світової війни в містечку мешкало 3592 особи, діяли пошта, телеграф. Досить потужний водяний млин переробляв 10 тис. пудів зерна на рік. Межирічі стають відомими в окрузі також своїм великим ярмарком, що збирався 20 разів на рік.
У другій половині XIX — на початку XX ст. у Межирічах було невелике однокласне сільське училище. У 1880-х рр. тут також працювала школа військових писарів. 1909 року відкрили двокласне сільське училище, збудоване на кошти земства. З медичних закладів функціонувала земська лікарня з аптекою.
Під час Першої світової війни Межирічі опинились у прифронтовій зоні і поступово почали занепадати. Після Визвольних змагань опинились у складі Польщі до 1939 року. На той час у селі діяло товариство «Просвіта». 1929 р. на Межирічі поширені правила міської забудови.
Протягом 1939—1941 рр. містечко перебувало під радянською окупацією.
З 6 липня 1941 року до 15 січня 1944 року — під німецькою окупацією; упродовж 1944—1991 рр. — в Українській РСР.
Під час і після Другої світової війни поблизу села діяли антикомуністичні загони УПА та польських партизанів.
У травні 1944 року було організовано МТС та курси підготовки трактористів. Цього ж року відкрито перший в районі колгосп імені Ватутіна. 1948 року в селі створено спеціалізовану сільськогосподарську школу з підготовки рільників, садівників, овочівників, пасічників, колгоспних рахівників. 1956 року побудований Великомежирицький плодоовочевий завод. 1969 року на базі МТС засновано лукомеліоративну станцію, яку пізніше реорганізовано в пересувну мехколону тресту «Поліссяводбуд». 1971 року в Межирічах збудовано цегельний завод. 1972 року — Великомежирицький міжколгоспний комбікормовий завод. 2001 року Великомежирицьку загальноосвітню школу І—III ступенів реорганізовано у гімназію. У гімназії функціонує музей рідного краю.
1955 року було відкрито братську могилу радянських воїнів, що були перепоховані 1947 і 1952 рр. У 1965 році відкрито пам'ятний знак землякам, які загинули у німецько-радянській війні. У 2000 році встановлено пам'ятний знак на місці розстрілу єврейського населення, яке відбулося 25 травня 1942 року в урочищі Цегельня. У 2004 році у селі споруджено пам'ятник загиблим борцям за волю України.

## Єврейська громада
Євреї в містечку жили з його заснування. Починаючи з 1760 року і протягом наступних дванадцяти років тут розташовувався центр хасидського руху, а його другий лідер, Дов Бер з Межиріча, отримав прізвисько за іменем містечка.
До початку Другої світової війни в містечку мешкало близько 3000 євреїв. У жовтні 1941 року німці знищили в місті близько 1500 євреїв, а в серпні 1942 знищили більшу частину євреїв, що залишилися. Близько 100 євреям вдалося втекти в Росію, і десь 50 з них приєднатися до партизанів.

## Історичні пам'ятки

### Костел святого Антонія

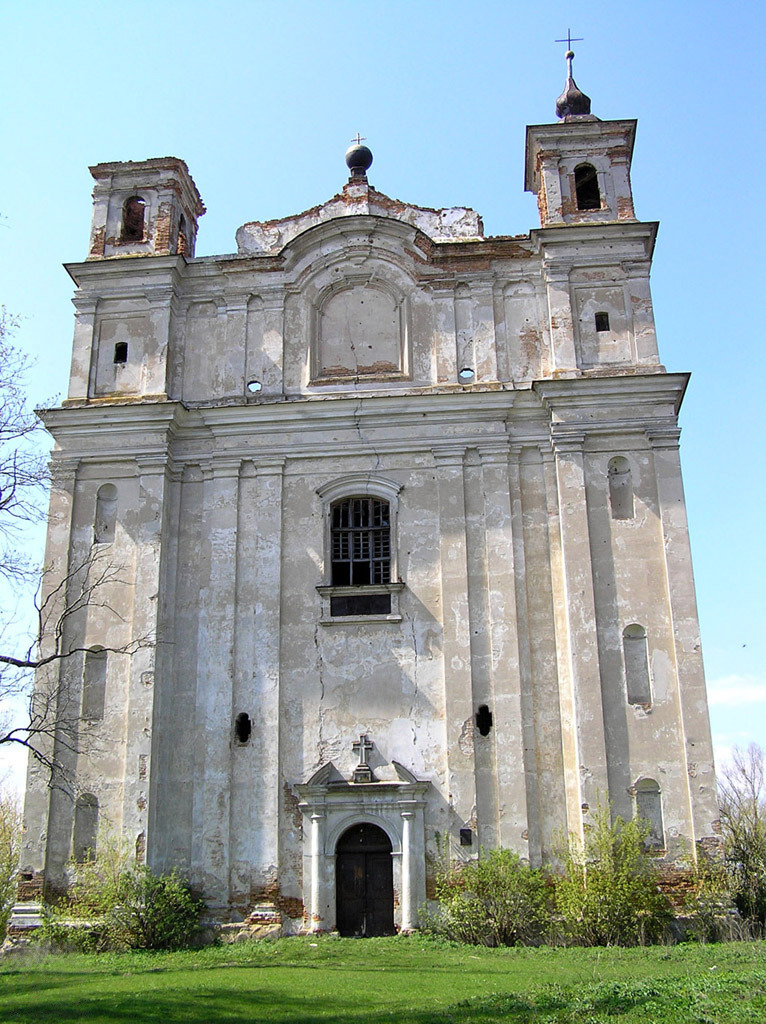
Костел святого Антонія.

Перший храм на цьому місці був збудований у XVI столітті князем Костянтином Острозьким. Пізніше невеликий дерев'яний костел згорів 1601 року.
Побудований у 1702—1725 роках коштом тодішнього володаря села краківського старости Єжи Домініка Любомирського. Архітектором був Войцех Лєнартович, майстер любомирського цеху каменярів і каменотесів, автор проєктів костелів у сучасних Угневі та Варяжі (до 1989 — Новоукраїнка). Будівництво тривало у 1702—1723 роках. Вибудований в індивідуальному стилі Войцеха Ленартовича з грою різновеликих об'ємів, кожний з яких має свій, бароковий за характером, фронтон.
Костел кам'яний, зального типу з хорами, був орган. Абсида прямокутна. Склепіння хрещаті. Інтер'єри зруйновані. Західний фасад у стриманих формах бароко з тонкими пілястрами і двома бічними вежами зі сходинками нагору. Вежі мають ніші для скульптур у два яруси. Тепер покинутий, стоїть пусткою та потребує реставрації, ніяк не використовується.

### Колегіум ордену піарів
Одночасно за кошти Любомирських спорудили і колегіум. Його будівлі розташовувалися поруч із костелом. Спочатку тут навчалося 18 учнів, однак вже 1784 року їхня кількість зросла до 250. Ректорами колегіуму були відомі люди. Зокрема один із ректорів цього навчального закладу Домінік Шибінський видав посібник з каліграфії, у якому упорядкував писемну мову поляків. Інші здійснювали переклади відомих класичних творів.

### Палац Стецьких

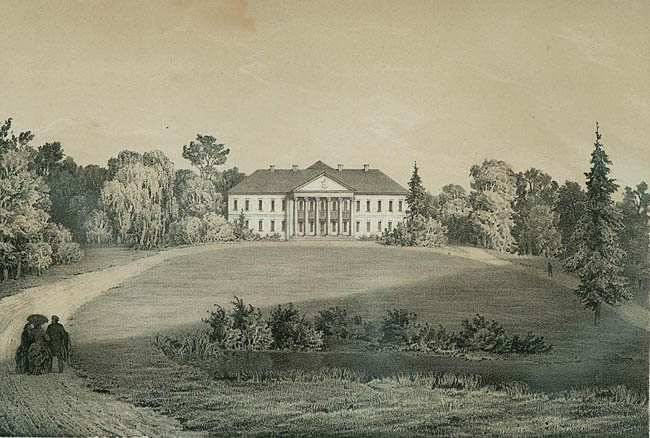
Наполеон Орда. 1875 р. Великі Межирічі

Розміщений у північній частині села. Побудований упродовж 1789—1793 рр. Архітектор — Доменіко Мерліні.
За переказами, садибу Ян Стецький отримав вигравши в карти 1773 року. Колись на її місці була невелика фортеця. Руїни фортеці розібрали, використавши залишки як будівельний матеріал.
Господарський палац на 13 осей, двоповерховий, кам'яний, потинькований, розфарбований у 2 кольори (теракотові стіни, білі карнизи тощо). Побудований за типовою схемою пізнього класицизму: центральний об'єм, заокруглені галереї, кінцеві павільйони на 2 поверхи. Галереї і павільйони обмежують парадний двір (курдонер). Фасад на курдонер прикрашають бічні ризаліти і чотириколонний портик з трикутним фронтоном. Садовий фасад прикрашає спрощений портик на шість колон і балкон. Перший поверх будівлі прикрашено рустикацією до рівня міжповерхової горизонтальної тяги. За палацом був перший на Волині ботанічний сад. Дивом збережений (як і інтер'єри), використовується як дитячий інтернат. Потребує ремонту. За палацом розташований Великомежиріцький парк. Раніше біля палацу знаходилася невелика штучна водойма, де розводили форель.

### Петропавлівська церква
Знаходиться на сході села. Збудована 1848 року в стилі класицизму. 1884 року біля церкви збудовано дзвіницю. Дерев'яна, стоїть на кам'яному фундаменті.

### XXI сторіччя
2001 року місцева школа перетворилася в гімназію[джерело?]. Посприяв цьому Чумак Сава Васильович, колишній директор Великомежиріцького НВК «Школа-гімназія». Школа і нині носить титул гімназії.
2014 року школа відсвяткувала своє 100-річчя.
4 квітня 2015 року архієпископ Рівненський і Острозький Іларіон відвідав Петро-Павлівську парафію села Великі Межирічі та звершив чин освячення храму і очолив у новозбудованому храмі Божественну літургію.

## Населення

### Мова
Розподіл населення за рідною мовою за даними перепису 2001 року:
| Мова            | Кількість | Відсоток |
| --------------- | --------- | -------- |
| українська      | 2171      | 99.04%   |
| російська       | 15        | 0.70%    |
| білоруська      | 1         | 0.04%    |
| румунська       | 1         | 0.04%    |
| словацька       | 1         | 0.04%    |
| інші/не вказали | 3         | 0.14%    |
| Усього          | 2192      | 100%     |

## Галерея

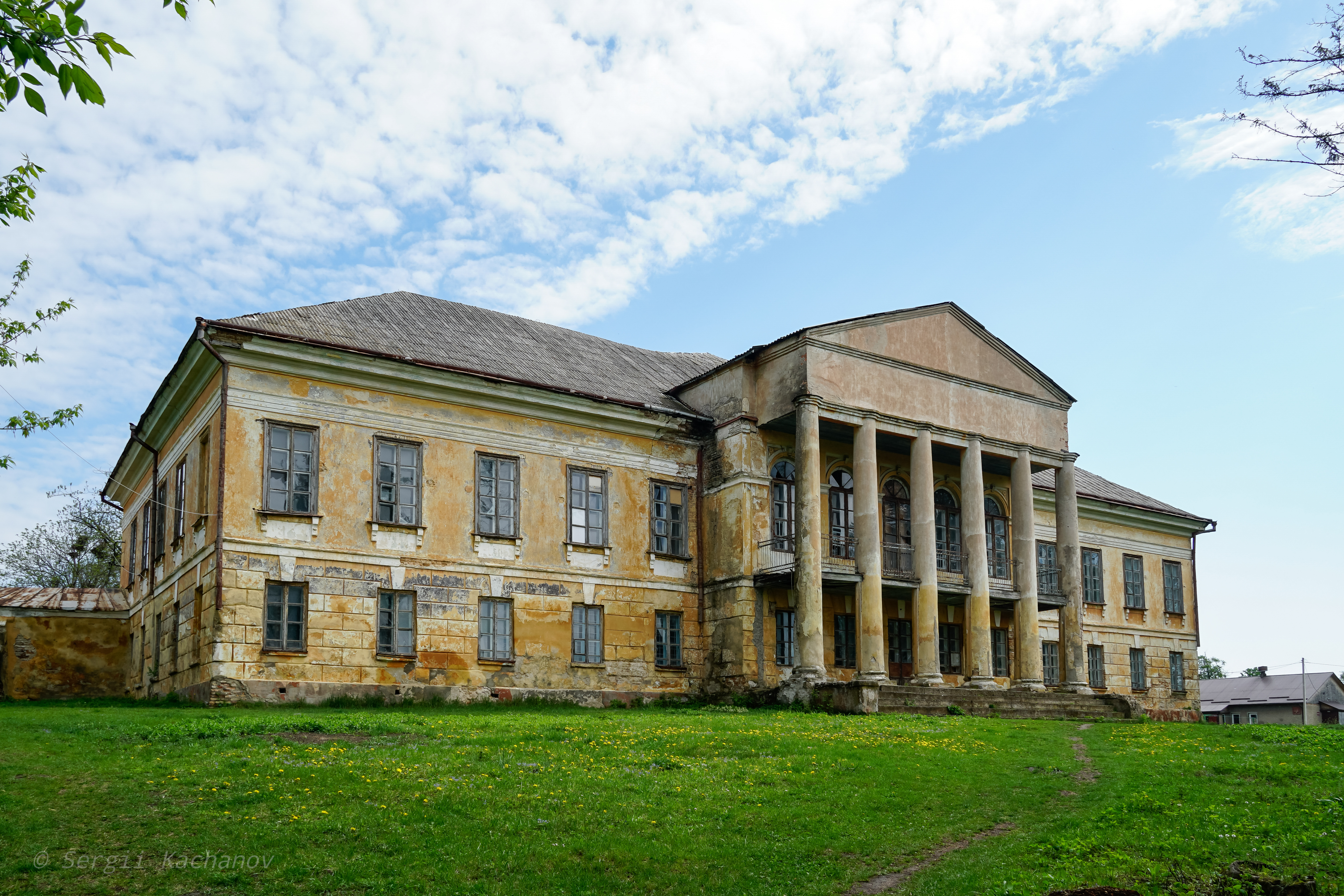
Палац маєтку Стецьких
Ліпне оздоблення в палаці Стецьких
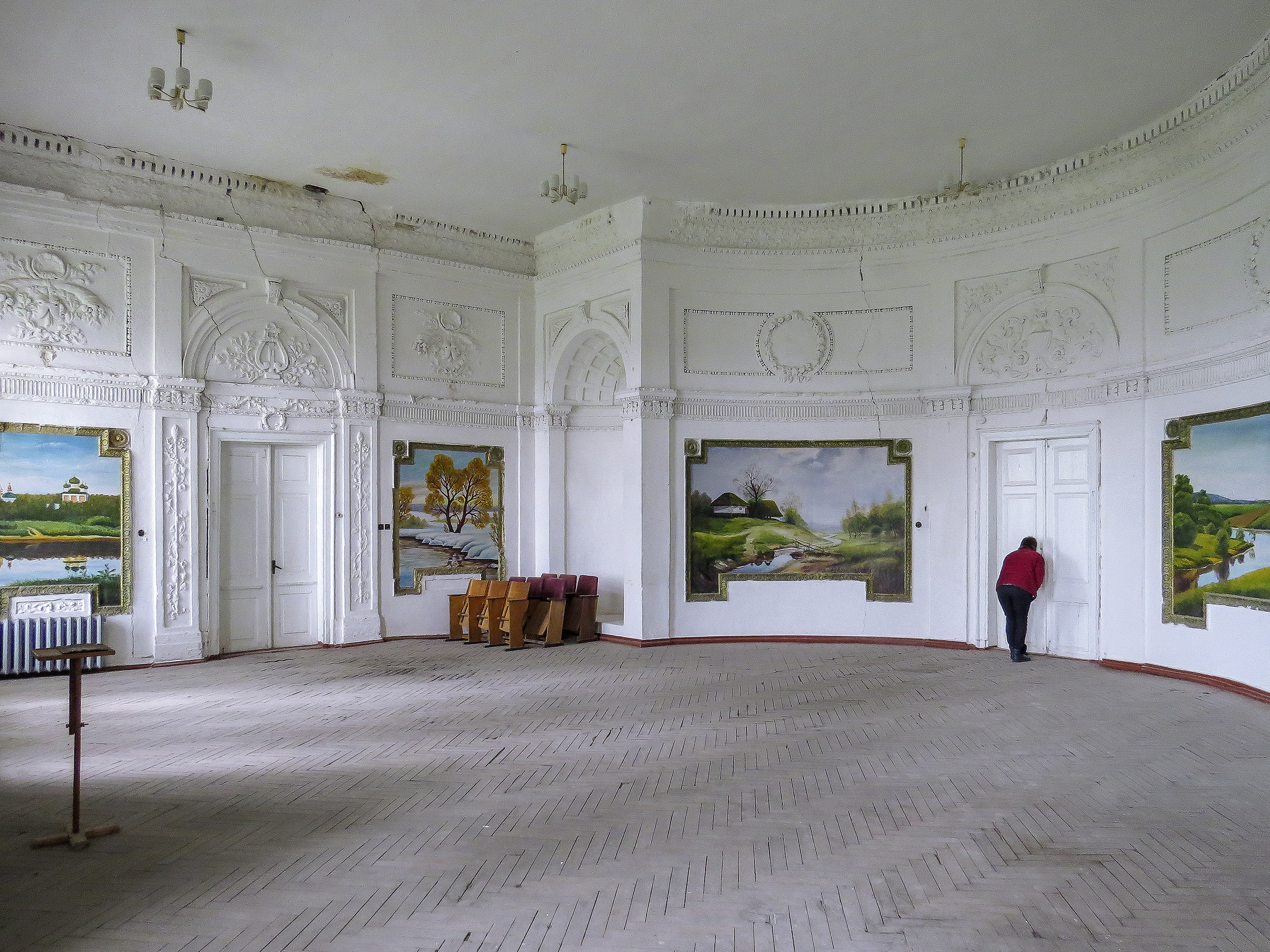
Палац Стецьких всередині
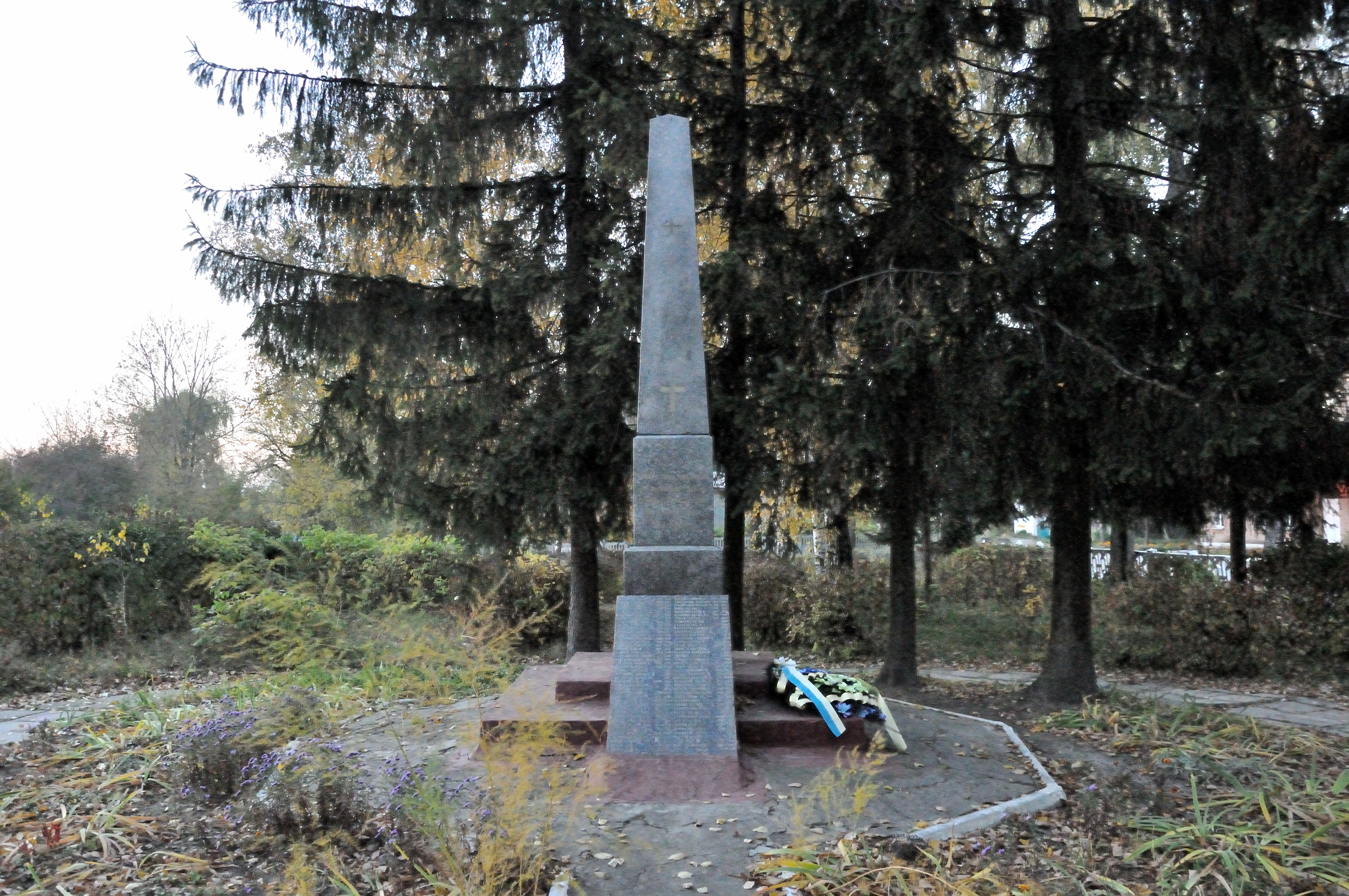
Пам'ятник воїнам-односельчанам, с. Великі Межиричі
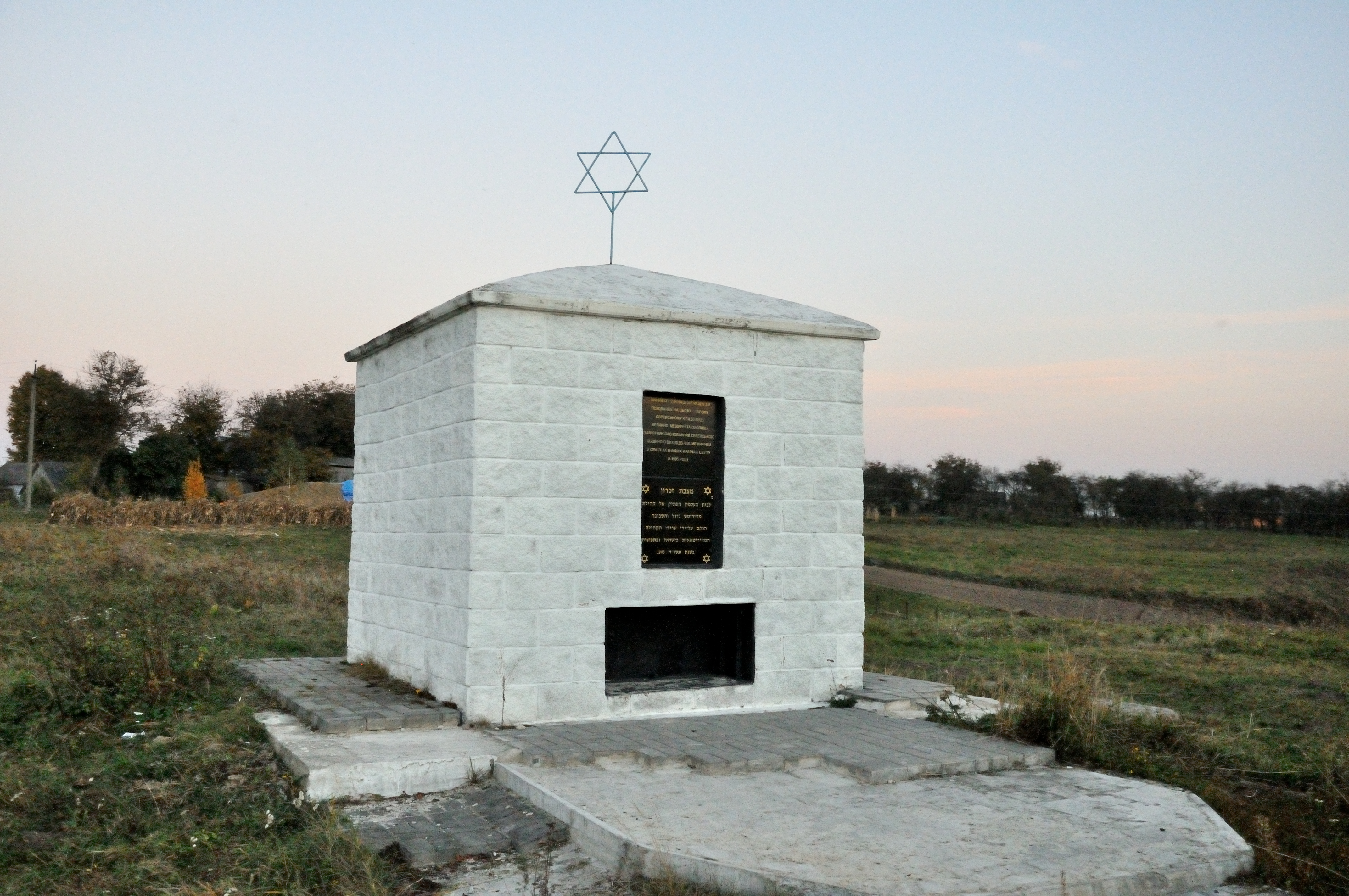
Пам'ятний знак на місці розстрілу єврейського населення, с. Великі Межиричі, урочище «Цегельня»
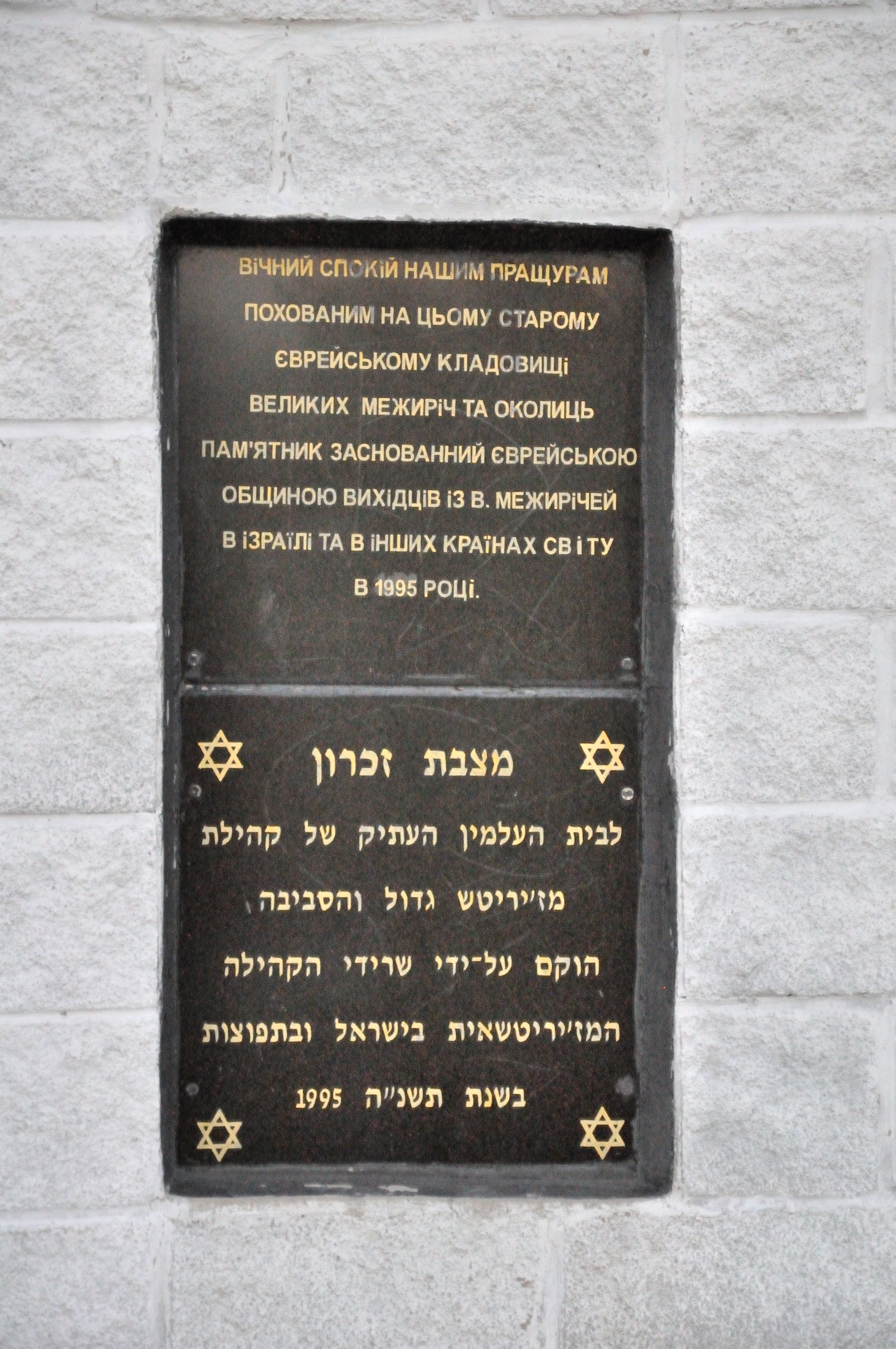
Пам'ятний знак на місці розстрілу єврейського населення, с. Великі Межиричі, урочище «Цегельня»

## Люди

### Народилися
- Горохович Антоніна Тихонівна (1913—1997) – інженер-агроном, магістр філософії, письменниця, журналіст, редактор, громадська діячка, учителька шкіл українознавства в діаспорі, провідниця новачок у Пласті. Автор статей на літературні та виховні теми.
- Обарчук Анастасія — краєзнавець, автор книги «Межиріч Корецький».
- Пелех Леонід Євстафійович (1927—1994) — доктор медичних наук, професор, проректор Київського інституту удосконалення лікарів, засновник нейрореабілітації в Україні.
- Поліщук Анатолій Антонович (1950—2016) — колишній радянський волейболіст, нападник. Заслужений майстер спорту СРСР (1978). Срібний призер чемпіонату світу (1974). Дворазовий чемпіон Європи (1975, 1977). Срібний призер Олімпійських ігор (1976). Володар Кубка світу (1977). Чемпіон світу (1978).
- Тижук Олександр Мануїлович (1910—1994) — воював на боці Франції у роки Другої світової війни, професор економіки Університету Венесуели.

Пов'язані з селом
- Відвідував український письменник, громадський діяч Михайло Коцюбинський.
- Сільську семикласну польську школу закінчив Курчик Микола Якович (1924—2013) – український повстанець, член ОУН, учасник Норильського повстання, що відбув у неволі понад 31 рік.
- Протягом 1760—1772 рр. тут мешкав Дов Бер (Дов-Бер з Межиріча) – другий лідер хасидського руху.
- Колегіум ордену піарів закінчив Головинський Ігнатій (1807—1855) — римо-католицький духовний, могильовський архієпископ, професор релігії Київського університету, ректор Римо-католицької духовної академії у Санкт-Петербурзі, духовний письменник і перекладач.
- Створював місцевий осередок «Просвіти» в 30-х рр. минулого століття Бачинський Сергій Васильович (1887—1941), український педагог, публіцист, громадсько-політичний діяч, член Центральної Ради, заступник міністра закордонних справ УНР.
- Межиріцьку середню школу закінчив Підстригач Ярослав Степанович (1928—1990) — український вчений в галузі теоретичної механіки, доктор фізико-математичних наук, академік, директор Інституту прикладних проблем механіки і математики АН України.
- Межиріцьку середню школу закінчив Кристопчук Микола Антонович (1934—2006) — маляр, член НСХУ, професор Львівської академії мистецтв, очолював створену ним кафедру сакрального мистецтва.
- Межиріцьку середню школу закінчив Злобін Григорій Григорович (1949), кандидат технічних наук, доцент Львівського національного університету імені Івана Франка.
- Великомежиріцьку середню школу закінчив Найдюк Юрій Георгійович (1955), доктор фізико-математичних наук, професор, український вчений в галузі фізики низьковимірних систем, мікро- та наноелектроніки.
- Межиріцьку середню школу закінчив Криловець Анатолій Олександрович (1961—2017) — український поет, кандидат філологічних наук, доцент, відмінник освіти України, член Національної спілки письменників України, лауреат кількох літературних премій.
- На початку XIX століття у Межирічі навчався Анджейовський Антон Лукіянович (1785—1868), ботанік, зоолог, професор, письменник.
- У Межиріцькому колегіумі піарів навчався Міхал (Михайло) Чайковський,[4] нащадок гетьмана Івана Брюховецького, польський письменник та політичний діяч. Представник так званої «української школи» в польській літературі XIX століття. Брав участь у польському повстанні 1830—1831 рр.
- Межиріцький колегіум піарів закінчив Шимон Еварист Конопацький (1790—1884), польський поет-романтик і мемуарист, підкоморій звягельський, президент Ізьби цивільної волинської (1844), маршалок Заславського повіту.